# Marie-Thérèse Danielsson
Marie-Thérèse Danielsson (* 18. Oktober 1923 in Le Thillot, Département Vosges als Marie-Thérèse Sailley; † 6. Februar 2003 in Papeete, Tahiti, Französisch-Polynesien) war eine französische Aktivistin, Ethnologin und Autorin. Gemeinsam mit ihrem Ehemann Bengt Danielsson (1921–1997) engagierte sie sich gegen die französischen Kernwaffentests in Französisch-Polynesien und erhielt dafür 1991 den Right Livelihood Award.

## Leben
Sailley wurde 1923 in Le Thillot im Département Vosges in Frankreich als Tochter von Joséphine Mayer und des Textilfabrikanten Abel Sailley geboren. Mitunter ist auch vom Jahr 1924 die Rede. Sie erhielt zunächst eine Schulausbildung an einer kirchlichen Schule und ging als 20-Jährige nach Lima in Peru, wo sie als Kindermädchen des französischen Botschafters arbeitete. In Peru lernte sie den schwedischen Ethnologen Bengt Danielsson kennen, der kurz danach an Thor Heyerdahls Expedition mit der Kon-Tiki teilnahm und so erstmals Polynesien kennenlernte. Anschließend kehrte er nach Lima zurück, wo er Sailley am 22. April 1948 heiratete. Gemeinsam gingen die beiden nach Französisch-Polynesien, wo Bengt Danielsson ethnologische Forschungen begann und sie gemeinsam mit seiner Ehefrau publizierte. Zunächst lebten die beiden an verschiedenen Orten, ließen sich dann aber in Papehue in der Gemeinde Paea im Südwesten Tahitis lebten. Dort engagierte sie sich unter anderem in der Lokalpolitik sowie in Frauengruppen für mehr Umweltschutz.
Ab 1966 führte die französische Regierung in Französisch-Polynesien zahlreiche Kernwaffentests durch. Als einige Jahre später die Tochter der Danielssons, Maruia, starb, begannen sich die beiden gegen die französischen Tests zu engagieren. Während die französische Regierung kaum Informationen zu den schädlichen Folgen der Atomwaffentests auf den Atollen Mururoa und Fangataufa veröffentlichte und unabhängige Untersuchungen weitgehend unterband, versuchte das Ehepaar, die Schäden der Nukleartests an den Menschen und der Umwelt Polynesiens und die sozialen Folgen des französischen Kolonialismus auf den Pazifikinseln aufzudecken. Wenngleich sie aus Frankreich diskreditiert wurden, setzten sich beide für die Unabhängigkeit der Inseln und besonders für ein Ende der Atomwaffentests ein. Tatsächlich gelang es den beiden, die internationale Aufmerksamkeit auf die französischen Atomtests zu lenken. Gemeinsam mit ihrem Ehemann erhielt sie 1991 den Right Livelihood Award „für die Enthüllung der tragischen Folgen und den Einsatz für eine Beendigung des französischen Nuklearkolonialismus“.
Gemeinsam mit ihrem Ehemann verfasste sie verschiedene Bücher, mit besonderem Fokus auf Polynesien. Das Ehepaar Danielsson galten als Experten für die Gesellschaft und Kultur Tahitis. Unter ihren Veröffentlichungen befanden sich unter anderem eine sechsbändige Geschichte Polynesiens, ein Buch über die Atomwaffentests auf Mururoa und ein weiteres über den französischen Maler Paul Gauguin, der in Französisch-Polynesien seine letzten Lebensjahre verbrachte. Nach dem Tod ihres Ehemanns 1997 setzte Danielsson die Arbeit der beiden allein fort. Die Ethnologin war daneben auch Leiterin der Organisation WILPF Polynesia, des regionalen Verbandes der Women’s International League for Peace and Freedom (WILPF). Als Friedensaktivistin betätigte sie sich auch auf internationaler Ebene und wurde unter anderem von Michail Gorbatschow in Moskau empfangen. Bis zuletzt war sie auch im Kampf gegen Atomwaffen engagiert und beteiligte sich unter anderem an Aufklärungskonferenzen und an der Gründung von Organisationen zur Unterstützung von Polynesiern, die von den Atomwaffentests gesundheitliche Schäden erlitten hatten.
Danielsson starb am 6. Februar 2003 in Papeete auf Tahiti nach einem Schlaganfall. Gemeinsam mit ihrem Ehemann ist sie in Östra Tollstad in Schweden beerdigt, in der Nähe der Stadt Norrköping. Auch ihre Tochter Maruia ist dort begraben. Die Hinterlassenschaften des Ehepaars, insbesondere die Dokumente, sind auf verschiedene Institutionen aufgeteilt worden, darunter auf das Kon-Tiki-Museum im norwegischen Oslo und auf das Musée de Tahiti et des Îles auf Tahiti. Der Adoptivsohn des Ehepaars, Robert Doucet-Danielsson, wurde später Jurist in Französisch-Polynesien.

## Auszeichnungen
- 1991: Right Livelihood Award gemeinsam mit Bengt Danielsson[5]

## Werke (Auswahl)
- mit Bengt Danielsson: Gauguin à Tahiti. Société des océanistes,, Paris 1973, OCLC 1860403.
- mit Bengt Danielsson: Moruroa, mon amour. Stock, Paris 1974, ISBN 2-234-00066-1.
- mit Bengt Danielsson: Poisoned reign : French nuclear colonialism in the Pacific. Penguin, London 1986, ISBN 0-14-008130-5.
- mit Bengt Danielsson: Moruroa, notre bombe coloniale : histoire de la colonisation nucléaire de la Polynésie française. L’Harmattan, Paris 1993, ISBN 2-7384-1835-X.

## Website
- Gedenkwebsite für Marie-Thérèse und Bengt Danielsson (englisch, auch auf französisch)